# Galerucella pusilla
Galerucella pusilla là một loài bọ cánh cứng trong họ Chrysomelidae. Loài này được Duftschmidt miêu tả khoa học năm 1825.

## Hình ảnh

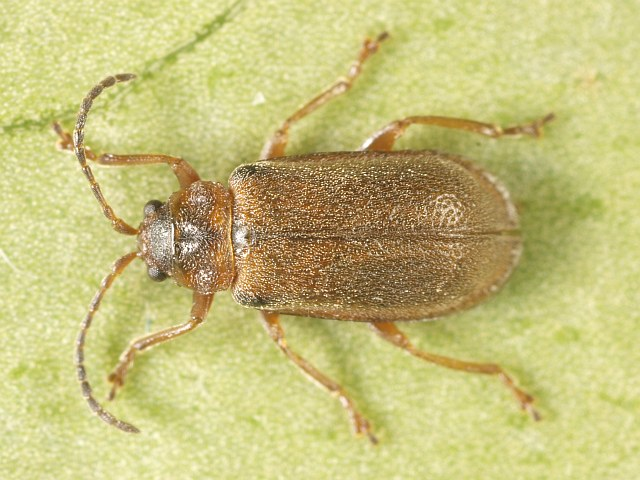
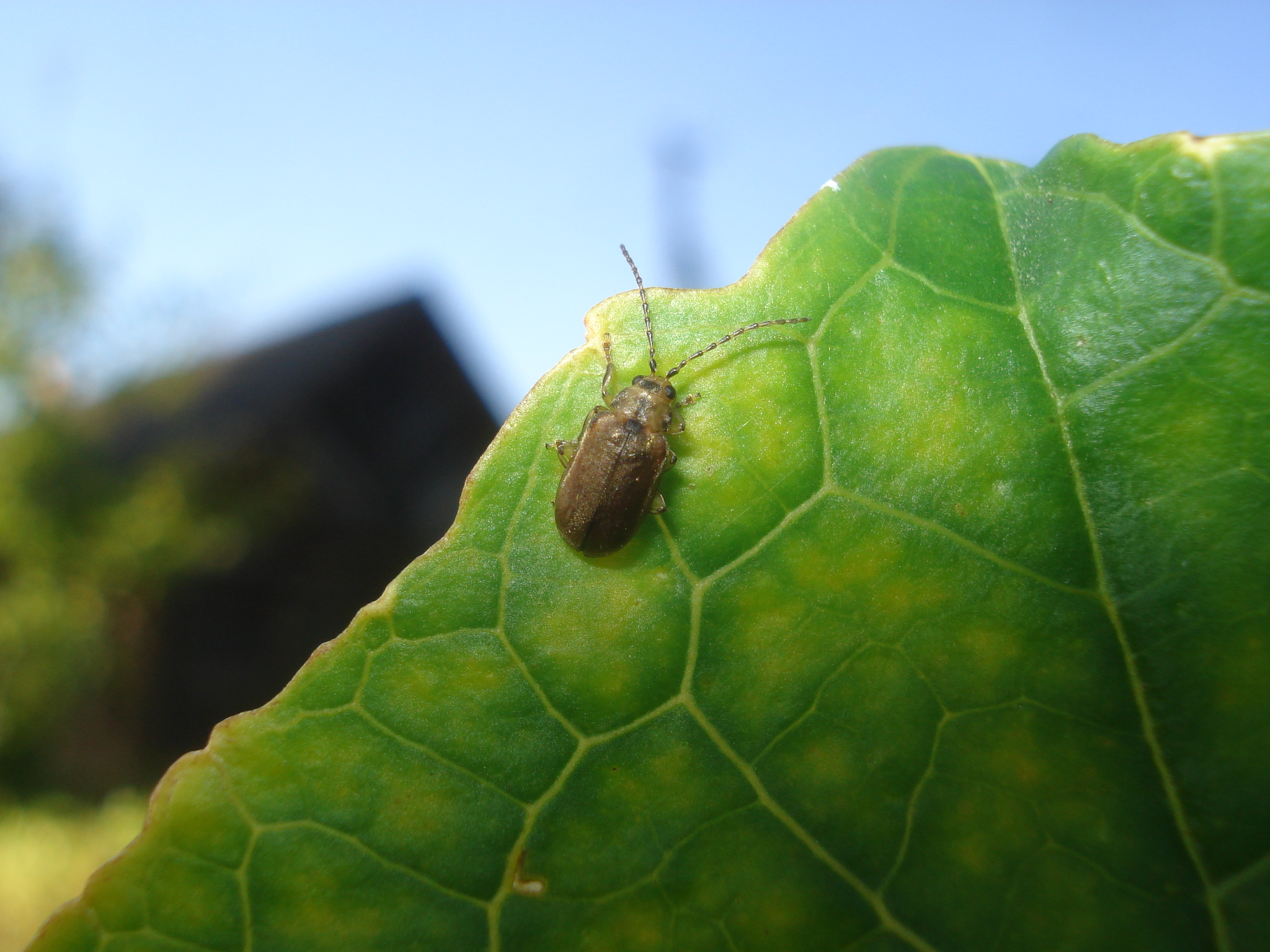